# Бегунц, Рубен Аветисович
Рубен Аветисович Бегунц (1 января 1915, Горис, Кавказское наместничество — 16 июня 1982, Москва) — советский архитектор. Заслуженный архитектор РСФСР (1975), лауреат Государственной премии РСФСР в области архитектуры (1976).

## Биография
Родился 1 января 1915 года в городе Горис (ныне Армения) в семье рабочих. В 1932—1935 годах учился на Московском архитектурном рабфаке. В 1935 году поступил в Московский архитектурный институт (МАРХИ).
В 1941 году окончил МАРХИ и был мобилизован в Новосибирск на строительство комбината 179 Наркомата боеприпасов СССР. Работал там архитектором-художником, главным инженером и начальником строительной конторы.
В 1945 году вернулся в Москву, где до 1947 года обучался на Факультета архитектурного усовершенствования МАРХИ. В 1947—1949 годах обучался в аспирантуре МАРХИ. Среди учителей Р. А. Бегунца были такие мастера архитектуры, как А. П. Великанов, И. Е. Рожин, Г. В. Щуко, Г. П. Гольц, И. С. Николаев, М. О. Барщ и М. И. Синявский.
В 1949—1950 годах работал архитектором при МАРХИ. С 1952 по 1960 год — главный архитектор проектов по проектированию общественных зданий Гипросельхоза МСХ СССР. С 1960 года — руководитель архитектурной мастерской управления «Гипротеатр».
Член Союза архитекторов СССР с 1946 года. Член КПСС с 1964 года. Член правления Московского отделения Союза архитекторов. Член бюро общественных зданий Московского отделения Союза архитекторов с 1964 по 1973 год.
Жил в Москве по адресам: 2-я Извозная улица, 30 (1940—1950-е) и Кутузовский проспект, 15 (с 1960-х). Умер 16 июня 1982 года. Похоронен на Армянском кладбище Москвы.

## Работы
Здания

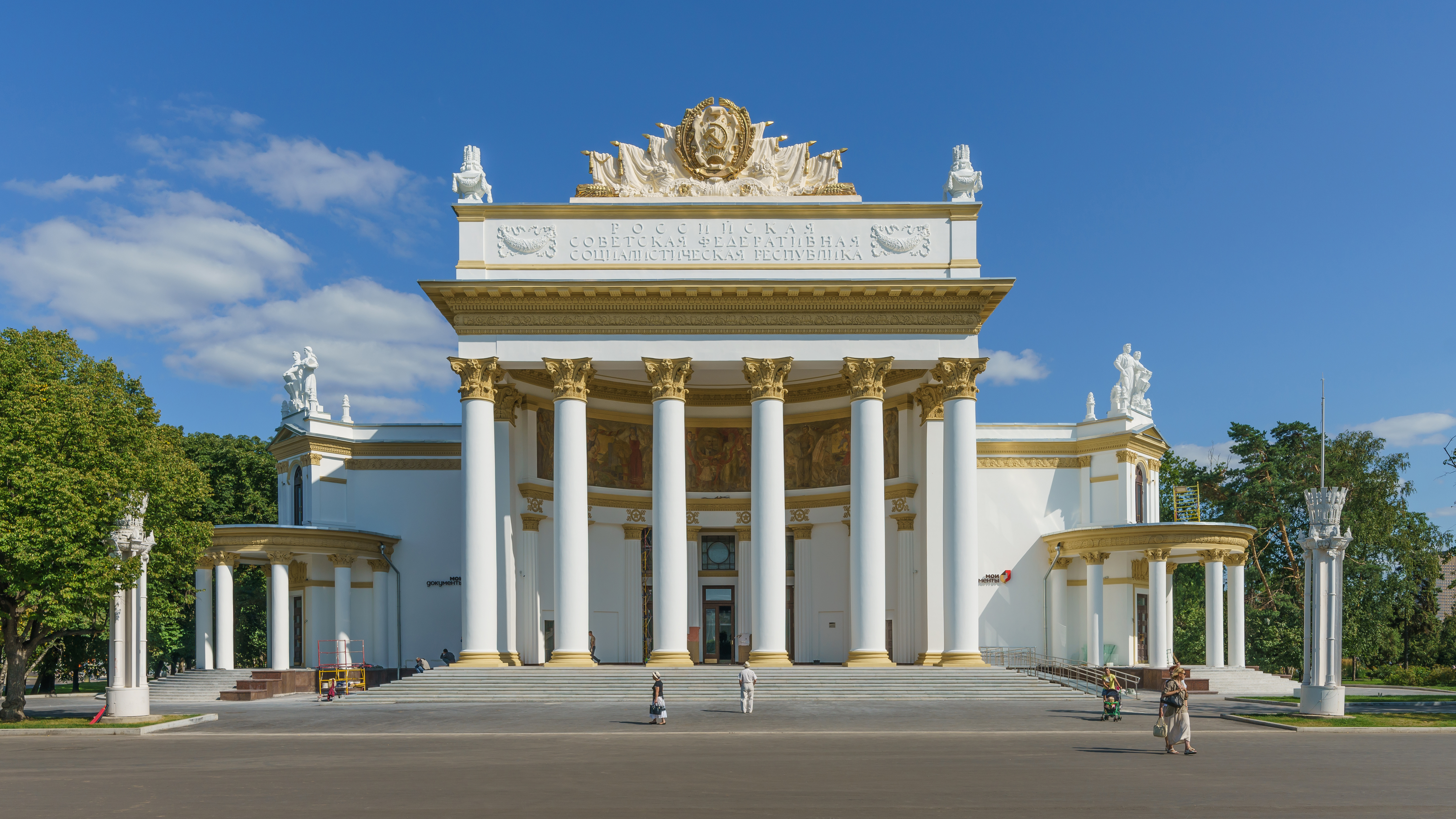
Павильон РСФСР на ВДНХ

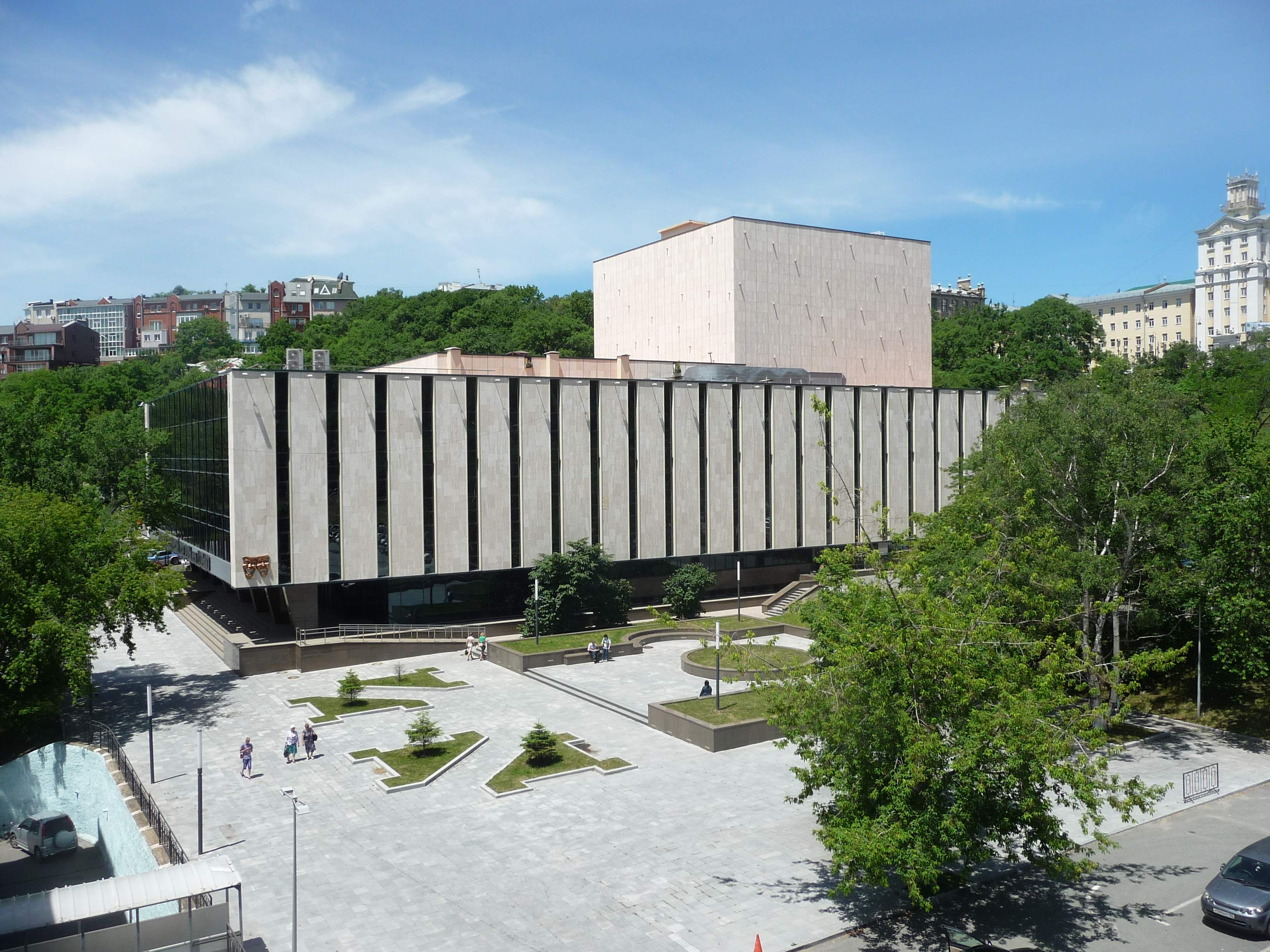
Драматический театр во Владивостоке

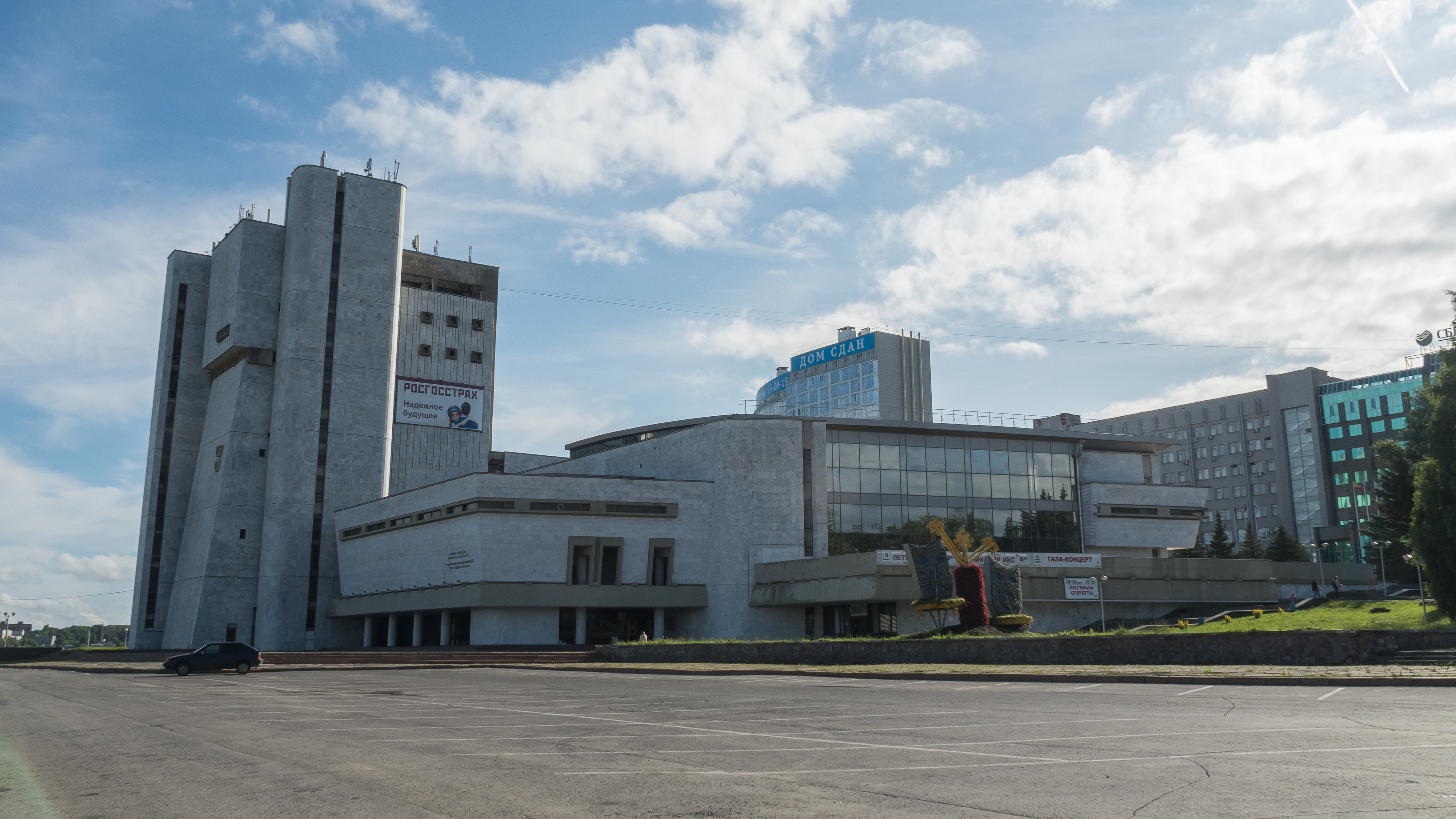
Чувашский театр оперы и балета

Могила Р. А. Бегунца

- Интерьеры павильона «Хлопок» на ВДНХ (1950, совместно с Р. X. Поркшьяном)[3]
- Павильон РСФСР на ВДНХ (1950—1954; совместно с С. И. Никулиным)[7][3]
- Интерьеры главного павильона ВДНХ (1951—1954; совместно с С. И. Никулиным и П. Х. Платоновым)[7][3]
- Реконструкция павильона Армянской ССР на ВДНХ (1960; совместно с К. С. Алабяном)[8][3]
- Башкирский драматический театр в Уфе (1966; совместно с С. И. Якшиным и И. П. Антиповым)[9]
- Драматический театр имени Горького во Владивостоке (1962—1975; совместно с М. В. Виноградовой) — Государственная премия РСФСР в области архитектуры (1976)[3]
- Чувашский государственный театр оперы и балета в Чебоксарах (1985; совместно с В. А. Тенетой)[10]

Памятники
- Памятник В. И. Ленину для п/я 128 (1959; совместно со скульптором К. Загарбелиным)[3]
- Надгробный памятник Б. А. Лавренёву на Новодевичьем кладбище в Москве (1959; совместно со скульптором В. Е. Цигалём)[3]
- Памятник Карлу Марксу в Москве (1961; совместно со скульптором Л. Е. Кербелем и архитекторами Н. А. Ковальчуком, В. Г. Макаревичем, В. М. Моргулисом)[3]
- Памятник Д. М. Карбышеву в Маутхаузене (1963; совместно со скульптором В. Е. Цигалём и архитектором Н. А. Ковальчуком)[3]
- Памятник В. И. Ленину в Череповце (1963; совместно со скульптором В. Е. Цигалём)[3]
- Памятнику Н. М. Сисакяну на Новодевичьем кладбище в Москве (совместно со скульптором Р. Х. Мурадяном)[11]
- Мемориальная доска В. А. Кистяковскому (1967; Москва, Ленинский просп., дом 31, корп. 4)[12]
- Памятник С. А. Есенину в Рязани (1975; совместно со скульптором А. П. Кибальниковым)
- Памятник В. И. Ленину в Семипалатинске (1977; совместно со скульптором П. И. Бондаренко)[4][3]
- Памятник В. И. Ленину в Чите (1985, совместно со скульптором А. П. Кибальниковым)[4]
- Монумент советско-арабской дружбы[4]

Конкурсные проекты
- Памятник В. И. Ленину в Ленинских горках[3]
- Памятник В. И. Ленину в Кремле[3]
- Проект Пантеона Вечной Славы в Москве[3][4]
- Проект Дворца Советов на Юго-Западе Москвы[3][4]
- Проект Музея революции СССР[4]
- Проект монумента Победы в честь разгрома фашизма[4]

## Награды и звания
- Заслуженный архитектор РСФСР (1975)[4]
- Государственная премия РСФСР в области архитектуры (1976)[3] — за проектирование и строительство Приморского КДТ имени М. Горького во Владивостоке (в составе коллектива)
- Медаль «За доблестный труд в Великой Отечественной войне 1941—1945 гг.»[2]

## Отзывы
Постройки и проекты, выполненные Р. А. Бегунцем за многие годы творчества, свидетельствуют о его большом даровании, индивидуальности архитектурного почерка и исключительном художественном темпераменте.архитектор В. М. Белоусов

## Память
В Москве, во дворе Гипротеатра в Денежном переулке в память о Рубене Бегунце был установлен большой памятный знак в форме армянских хачкаров, выполненный по проекту монументалиста 
Р. Р. Гаспаряна.